# Leo VIII
Sidan redigerades senast den 4 juni 2025 kl. 10.22.
Wikipedias text är tillgänglig under licensen Creative Commons Erkä
Leo VIII, född i Rom, död 1 mars 965, var påve från den 14 maj 964 till sin död den 1 mars 965. Han anses ha varit motpåve från den 4 december 963 till den 14 maj 964.

## Biografi
Leo var romare och son till en Johannes. Hans släkt var välkänd i området kring Clivus Argentarius (nuvarande Via di Marforio), och han har själv givit namn till flera gator i barndomshemmets grannskap. När han utsågs till påve var han lekman, och stadens protoscriniarius ("chefsnotarie"); samtida källor benämner honom "Leo, den vördnadsvärde protonotarien". 
Sedan han blivit utnämnd den 4 december 963, fick han hastigt prästvigas och biskopsvigas, innan han kunde krönas till påve den 6 december, allt av biskop Sico av Ostia. Han efterträdde då Johannes XII som avsatts av kejsar Otto den store, och kejsaren hade blandat sig i valet av Leo på ett otillbörligt sätt, utan att låta romarna delta i processen.
Romarna blev ilskna över att inte i vederbörlig ordning ha tillfrågats om valet av påve, och gjorde ett fåfängt försök att störta Leo några veckor efter kröningen. I februari 964, då kejsaren givit sig av från Rom, såg Leo det som säkrast att fly. Han avsattes av en synod, ledd av Johannes XII som återvänt till Rom, som fördömde Leo. 
Vid Johannes plötsliga död valdes Benedictus V av folket till hans efterträdare, men Otto den store återkom till Leos undsättning, avsatte Benedictus och degraderade honom till diakon. Leo skall i egen hög person ha ryckt palliet från Benedictus i juli 964. Efter dess verkar det inte ha funnits några protester mot Leos utnämning.
Det finns inga historiska källor bevarade från Leos pontifikat. Det finns vittnesmål om att Leo skulle ha givit Otto rätten att utse påvar och biskopar, och att ha återlämnat mark som hans företrädare tagit från Tysk-romerska riket. De källor som lägger fram dessa uppgifter är troligen förfalskningar från investiturstriden.